# Elaphidion jamaicensis
Elaphidion jamaicensis är en skalbaggsart som beskrevs av Fisher 1932. Elaphidion jamaicensis ingår i släktet Elaphidion och familjen långhorningar. Inga underarter finns listade i Catalogue of Life.